# Churchill (Australia)
Churchill – miasto w Australii, w stanie Wiktoria.